# Papratište
Papratište (izvirno srbsko Папратиште) je naselje v Srbiji, ki upravno spada pod Občino Požega; slednja pa je del Zlatiborskega upravnega okraja.

## Demografija
V naselju, katerega izvirno (srbsko-cirilično) ime je Папратиште, živi 236 polnoletnih prebivalcev, pri čemer je njihova povprečna starost 47,1 let (45,3 pri moških in 48,8 pri ženskah). Naselje ima 109 gospodinjstev, pri čemer je povprečno število članov na gospodinjstvo 2,67.
To naselje je popolnoma srbsko (glede na rezultate popisa iz leta 2002), a v času zadnjih treh popisov je opazno zmanjšanje števila prebivalcev.
|  |

| Demografija | Demografija     | Demografija     |
| Leto        | Št. prebivalcev | Št. prebivalcev |
| ----------- | --------------- | --------------- |
|             |                 |                 |
|             |                 |                 |
|             |                 |                 |
|             |                 |                 |
| 1948        | 709             |                 |
| 1953        | 713             |                 |
| 1961        | 663             |                 |
| 1971        | 548             |                 |
| 1981        | 454             |                 |
| 1991        | 363             | 356             |
| 2002        | 292             | 291             |
|             |                 |                 |

| Etnična sestava po popisu iz leta 2002 | Etnična sestava po popisu iz leta 2002 | Etnična sestava po popisu iz leta 2002 | Etnična sestava po popisu iz leta 2002 | Etnična sestava po popisu iz leta 2002 |
| -------------------------------------- | -------------------------------------- | -------------------------------------- | -------------------------------------- | -------------------------------------- |
| Srbi                                   | Srbi                                   |                                        | 291                                    | 100,0%                                 |
| Neznano                                | Neznano                                |                                        | 0                                      | 0,0%                                   |